# Дашинчилэн
Дашинчилэн (монг. Дашинчилэн) — сомон аймака Булган, Монголия.
Центр сомона — посёлок Сууж находится в 146 километрах от города Булган и в 220 километрах от столицы страны — Улан-Батора.
Есть школа, больница, торгово-культурный центр.

## География
По территории сомона протекают реки Туул и Харуух. Самая высокая точка — гора Их Арга уул (1685 метров). Есть озёра Саван, Цахир, Баян и др. Здесь водятся кабаны, волки, лисы, зайцы, корсаки. Растительность преимущественно полевая.
Климат резко континентальный. Средняя температура января -20°С, июля +18°С. Годовая норма осадков составляет 300 мм.